# Flagge Alabamas

Flagge Alabamas

Gouverneursflagge

Die Flagge Alabamas wurde am 16. Februar 1895 durch die Verordnung 383 des Parlaments übernommen.

## Gestaltung
“The flag of the State of Alabama shall be a crimson cross of St. Andrew on a field of white. The bars forming the cross shall be not less than six inches broad, and must extend diagonally across the flag from side to side.”

„Die Flagge des Staates Alabama soll ein karminrotes Andreaskreuz auf weißem Tuch sein. Die Streifen, welche das Kreuz formen, sollen nicht weniger als 6 Zoll breit sein und müssen diagonal über die Flagge verlaufen, von einer Seite zur anderen.“

Da die Streifen mindestens 6 Zoll (15,24 cm) breit sein müssen, entsprechen „Kleinausgaben“ nicht den gesetzlichen Anforderungen und gelten offiziell nicht als Flagge des Staates Alabama.
Es wird weithin angenommen, dass das rote Andreaskreuz der Flagge in Anlehnung an die Kriegsflaggen der Konföderierten Staaten von Amerika, mit dem darin enthaltenen blauen Kreuz entworfen wurde. Genau wie diese, wurde die Flagge oftmals als Quadrat dargestellt. Obwohl aus dem Beschlusstext des Parlaments keine eindeutigen Angaben über die Seitenverhältnisse hervorgehen, bildet ein Andreaskreuz im allgemeinen Sinn ein Rechteck. In einem Artikel des National Geographic von 1917 sprachen sich die Autoren für die Form des Quadrates aus. 1987 verfasste der Staatsanwalt von Alabama, Don Siegelmann, ein Schreiben an den Direktor des Alabama Department of Archives & History, indem er eindeutig festlegte, dass die Flagge rechteckig sein sollte, da sie in dieser Form unzählige Male reproduziert und publiziert worden war.

## Flagge von 1861
Am 11. Januar 1861 beschloss die Abspaltungskonvention eine Resolution für eine offizielle Flagge, die von einer Frauengruppierung aus Montgomery (Alabama) entworfen wurde.
|           | Auf der Vorderseite war die Göttin der Freiheit abgebildet, in der rechten Hand ein blankgezogenes Schwert; in der linken Hand eine Flagge mit einem Stern. In einem Bogen über der Figur standen die Worte: “Independent Now and Forever” („Unabhängig jetzt und für immer“). |
| Rückseite | Auf der Rückseite waren eine Baumwollpflanze und eine gewundene Klapperschlange abgebildet. Unterhalb der Pflanze standen die lateinischen Worte: „Noli me tangere“ („Berühre mich nicht“).                                                                                    |

Diese Flagge wehte bis zum 10. Februar 1861 am Büro des Gouverneurs, bevor sie wegen schwerer Schäden durch Wettereinwirkung wieder abgenommen werden musste.

## Ähnliche Flaggen

Flagge Floridas
Vizekönigreich Neuspanien
Flagge Schottlands
Flagge Englands
Kreuz des hl. Patrizius (repräsentiert Irland im Union Jack)